# Guild Wars
Guild Wars е ролева компютърна игра, разработвана от ArenaNet и издавана от NCSoft.

## Обща информация
Въвежда иновативна бойна система, базирана на подбор на умения, от които се прави дек от 8 (подобно на collectable card игрите). Само тези умения се ползват по време на битка (между битките може да се редактира подбора).
Отличава се с технологията си: heavy instancing + streaming technology + единен игрови свят за всички играчи на планетата.
- Heavy instancing е избегване на тактики като PK, kill-stealing, camping и всякакъв вид greafing.
- Streaming technology е технология на промени и ъпдейти, които се правят по време на самата игра.
- Единният игрален свят е разделен на области, играта няма отделни сървъри и турнирите са международни.

## Системни изисквания
- Windows XP/2K/ME/98SE
- Процесор – 800 MHz
- Оперативна памет – 256 MB
- CD/DVD-ROM
- Дисково пространство – 2.0 GB
- Видео карта – 32 MB
- Интернет връзка – 36 kbit